# デニス・ピューリック
デニス・ピューリック（Denis Puric、1985年4月6日 - ）は、カナダの男性キックボクサー、総合格闘家。リュブリャナ出身。Banchamek gym所属。

## 来歴

### キックボクシング
2014年8月30日、武林風に参戦。4選手で争われた2014インターナショナルチャンピオン63kgトーナメントにおいて、1回戦でウェイ・ルイと対戦してKO負け。
2014年10月11日、K-1 World MAX 2014 World Championship Tournament Finalに参戦。スーパーファイトでルンラウィー・サシプラパーと対戦して判定負け。なお、この大会は日本のK-1 JAPAN GROUPではなく、海外のK-1 Global Holdings Limitedによって開催された。
2014年12月20日、Top King World Series 2014に参戦。元ルンピニー・スタジアムフェザー級王者のポンサネー・シットモンチャイと対戦してKO勝ち。
2015年1月18日、K-1 WORLD GP 2015 ～-60kg初代王座決定トーナメント～に参戦。1回戦で卜部功也にKO負け。。
2017年1月1日、Kunlun Fight 56でワン・ウェンフェンと対戦して判定負け。

### 総合格闘技
2011年11月12日、BFC - Bellator Fighting Championships 57でチャック・マディと対戦して判定勝ち。。

## 戦績
| キックボクシング 戦績 | キックボクシング 戦績 | キックボクシング 戦績 | キックボクシング 戦績 | キックボクシング 戦績 | キックボクシング 戦績 | キックボクシング 戦績 |
| --------------------- | --------------------- | --------------------- | --------------------- | --------------------- | --------------------- | --------------------- |
| 53 試合               | (T)KO                 | 判定                  | その他                | 引き分け              | 無効試合              |                       |
| 39 勝                 |                       |                       | 0                     | 0                     | 1                     |                       |
| 13 敗                 |                       |                       | 0                     | 0                     | 1                     |                       |

| 勝敗 | 対戦相手                                     | 試合結果                | 大会名 | 開催年月日     |
|      | 武尊                                         | 試合前                  | ONE 173: Superbon vs. Noiri                                                                               | 2025年11月16日 |
| ×    | ジャオスアヤイ・モー・クルンテープトンブリー | 2R 1:37 KO              | ONE Friday Nights 100                                                                                     | 2025年3月14日  |
| －   | エリアス・マムーディ                         | ノーコンテスト          | ONE Fight Fight 26                                                                                        | 2024年12月??日 |
| ×    | ロッタン・ジットムアンノン                   | 3R終了 判定0-3          | ONE 167                                                                                                   | 2024年6月8日   |
| ○    | ジェイコブ・スミス                           | 3R終了 判定3-0          | ONE Fight Night 22: Eersel vs. Nicolas                                                                    | 2024年4月5日   |
| ○    | ニューイェン・トラン・ドュイ・ニャット       | 2R 1:35 KO              | ONE Fight Night 17: Kryklia vs. Roberts                                                                   | 2023年12月8日  |
| ×    | ヨードレックペット・オー・アトチャリア       | 3R 2:07 TKO             | ONE Friday Fights 17                                                                                      | 2023年5月19日  |
| ○    | タギール・カリロフ                           | 3R終了 判定3-0          | ONE 162: Zhang vs. Di Bella                                                                               | 2022年10月21日 |
| ×    | シャーゾット・カブトフ                       | 3R終了 判定0-3          | ONE 157: Petchmorakot vs. Vienot                                                                          | 2022年5月20日  |
| ×    | 卜部功也                                     | 1R 2:05 TKO（ヒザ蹴り） | K-1 WORLD GP 2015 ～-60kg初代王座決定トーナメント～ 【K-1 WORLD GP -60kg級初代王座決定トーナメント1回戦】 | 2015年1月18日  |